# Henriette Dumuin
Henriette Dumuin, née le 2 décembre 1910 à Domart-en-Ponthieu (Somme) et morte la 25 août 1944 à Parassy (Cher), est une résistante française membre des FTPF.

## Biographie
Henriette Morel se marie le 2 avril 1930 avec un cheminot, Édouard Dumuin, militant communiste, le couple habite dans le quartier Saint-Acheul à Amiens et a un enfant. Ils entrent dans la Résistance dès la fin de l’année 1940. Henriette est occasionnellement l’agent de liaison de son mari. Après un interrogatoire par la police française et une perquisition de son domicile, Édouard Dumuin entre dans la clandestinité le 27 octobre 1942 et quitte le département de la Somme. Henriette rejoige peu après son mari dans le département du Cher. Lieutenant FTPF, elle parcourt, en tant qu'agent de liaison de son mari, le centre de la France à bicyclette transportant des armes et des documents aux résistants des maquis. Elle devient membre de la direction régionale R 5 des FTPF.
Au cours des combats de la Libération, Édouard et Henriette Dumuin sont la cible d'un convoi allemand au nord de Bourges, au pic Montaigu, sur le territoire de la commune de Saint-Palais. Henriette est mortellement blessée au poumon et à la colonne vertébrale. Transportée à l’hôpital clandestin FFI du château de Parassy, elle y décède le lendemain.
Sa dernière préoccupation est que les documents qu’elle transporte ne tombent pas entre les mains des Allemands. Son mari réussit à les faire disparaître.
Quelques jours après sa mort, les FTP du Cher donnent le nom d'Henriette Dumuin au bataillon qui participe à la bataille de Saint-Hilaire-de-Court.

## Hommages
- à Amiens : 
  - dans le quartier Saint-Germain depuis 1954, une rue porte le nom d'Henriette Dumuin
  - dans le Cimetière Saint-Acheul, son nom est inscrit sur le monument commémoratif
- à Domart-en-Ponthieu : une rue porte son nom
- à Vierzon : un square porte son nom
- à Neuvy-Deux-Clochers : le nom d'Henriette Dumuin est inscrit sur le monument aux morts de la commune.